# ITF Gimcheon Women's Challenger Tennis
L'ITF Gimcheon Women's Challenger Tennis è un torneo professionistico di tennis giocato su campi in cemento. Fa parte dell'ITF Women's Circuit. Si gioca annualmente a Gimcheon in Corea del Sud.

## Albo d'oro

### Singolare
| Anno     | Campionessa   | Finalista       | Punteggio        |
| -------- | ------------- | --------------- | ---------------- |
| 2011     | Yoo Mi        | Yurika Sema     | 6–3, 3–6, 6–1    |
| 2012     | Duan Yingying | Chanel Simmonds | 6–2, 6–1         |
| 2013     | Lee Ye-ra     | Kim Na-ri       | 6(3)–7, 6–2, 6–0 |
| 2013 (2) | Lee Ye-ra     | Yoo Mi          | 6–2, 2–6, 6–4    |
| 2013 (3) | Zhao Di       | Zhang Ling      | 4–6, 6–2, 6–3    |

### Doppio
| Anno     | Campionesse                 | Finaliste                     | Punteggio        |
| -------- | --------------------------- | ----------------------------- | ---------------- |
| 2011     | Chan Hao-ching Remi Tezuka  | Kim Ji-young Yoo Mi           | 7–5, 6–4         |
| 2012     | Hu Yueyue Xu Yifan          | Liang Chen Sun Shengnan       | 6–0, 3–6, [10–7] |
| 2013     | Kim Na-ri Lee Ye-ra         | Jang Su-jeong Riko Sawayanagi | 6–3, 6–3         |
| 2013 (2) | Kang Seo-kyung Kim Ji-young | Jang Su-jeong Riko Sawayanagi | 7–5, 6–1         |
| 2013 (3) | Han Na-lae Yoo Mi           | Kim Yun-hee Yoo Jin           | 6–3, 6–3         |